# Lê Trọng Tấn
Lê Trọng Tấn (3 de octubre de 1914-5 de diciembre de 1986) fue un oficial del Ejército Popular de Vietnam, quien subió varios puestos de alto mando del ejército durante su carrera militar de 1945 a 1986. Participó en el movimiento Viet Minh antes de la Revolución de agosto en 1945 y poco a poco se convirtió en una de las figuras más importantes del ejército popular de Vietnam durante la Guerra de Vietnam. Siendo una de las figuras claves de las fuerzas armadas de Vietnam del Norte. Lê Trọng Tấn fue vice-comandante del Viet Cong y comandante segundo de la Ofensiva de Primavera de 1975, que eficazmente acabó la guerra. Después, pasó a ser jefe del Estado Mayor y viceministro de Defensa de Vietnam hasta su muerte en diciembre de 1986. Lê Trọng Tấn fue admirado por sus camaradas, incluyendo el general Võ Nguyên Giáp, como uno de los mejores comandantes del Ejército Popular de Vietnam.

## Primeros años

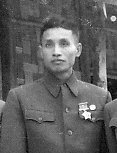
Lê Trọng Tấn (1954).

Lê Trọng Tấn nació el 3 de octubre de 1914 como Lê Trọng Tố, su padre era un becario quién una vez participó en el movimiento Escuela Libertaria Tonkin antes de retirarse hacia el pueblo de Yên Nghĩun, [:en:Hoài_Đức Hoài Đức] y falleció cuándo Lê Trọng Tố tenía solamente 7 años. En su juventud, estudió en la [:en:Chu_Van_An_High_School_(Hanoi) Escuela secundaria Chu Van An] y se hizo conocido por su habilidad en el fútbol, la cual logró obtener una posición en el club de fútbol Eclair en Hanói. Lê Trọng Tố fue admitido en el Viet Minh a finales de 1943, y se convirtió en el oficial militar del comité de revolución en su ciudad natal Hà Đông durante la Revolución de agosto (1945). Después de que el Viet Minh se hiciera cargo de las autoridades, Lê Trọng Tố se enlistó en el Ejército popular de Vietnam (Cứu quốc quân) y cambió su nombre a Lê Trọng Tấn.

## Carrera militar
A principios de la Primera Guerra de Indochina, Lê Trọng Tấn participó como comandante del Regimiento E206 (Regimiento Sông Lô). En la Campaña de Biên giới (1950), Lê Trọng Tấn era el comandante suplente del Ejército Popular de Vietnam en el frente Đông Khê, más tarde se convirtió en el primer comandante de la Brigada 312.ª y dirigió su brigada en la Batalla de Dien Bien Phu. De 1954 a 1960, Lê Trọng Tấn fue nombrado Director de la Academia de Vietnam para oficiales de Infantería y Jefe suplente del Estado Mayor (Phó Tổng tham mưu trưởng) de marzo de 1961 hasta 1962.
Comenzó a involucrarse directamente en la Guerra de Vietnam en 1962, cuando fue elegido como Vice-comandante del Viet Cong. Durante dos años, 1970 y 1971, fue el enviado especial del Ejército Popular de Vietnam en el frente de Laos, donde lideró tropas en el combate en la Llanura de los Jorrones. En 1972 fue nombrado comandante del ejército en la Primera Batalla de Quảng Trị[:en:First_Battle_of_Quảng_Trị (en)], un año después regresó al cargo de Jefe suplente del Estado Mayor y al mismo tiempo mantenía el cargo de comandante del 1.er Cuerpo (Quân đoàn 1) y Director de la Academia de Ciencia Militar. En 1975, Lê Trọng Tấn era comandante de la Campaña Hue-Da Nang en marzo de 1975 y comandante segundo (Phó tư lệnh) de la Ofensiva de Primavera de 1975. Durante los últimos días del ataque, Lê Trọng Tấn era el responsable del ala este del Ejército Popular de Vietnam que atacaba Saigón. Fue la 4.ª Compañía  del 1.º Regimiento, 2.os Cuerpos bajo su orden la que llegó primero al Palacio de la Reunificación, sede del gobierno de Vietnam del Sur, y arrestó al presidente Duong Van Minh casualmente también estaba al mando de la 312.ª Brigada siendo esa la primera el llegar a la sede francesa y capturado al general Christian de Castries marcando el fin de la Batalla de Dien Bien Phu.
Después de la guerra, Lê Trọng Tấn continuó manteniendo su posición de Jefe suplente del Estado Mayor y Director de la Academia Militar Avanzada (Học viện Quân sự cấp cao). A principios de la Guerra camboyano-vietnamita, Lê Trọng Tấn fue comandante de las fuerzas armadas vietnamitas en la frontera del sur de Vietnam desde diciembre de 1978 hasta febrero de 1979. Desde junio  de 1978 hasta su muerte en 1986, Lê Trọng Tấn era Viceministro de Defensa de Vietnam y Jefe del Estado Mayor del Ejército Popular de Vietnam, sucediendo al general Văn Tiến Dũng. Falleció el 5 de diciembre de 1986 a los 72 años.

## Premios, condecoraciones y legado
Durante su carrera militar, Lê Trọng Tấn fue premiado con varios títulos, medallas y condecoraciones, incluyendo la Orden de Ho Chi Minh (Huân chương Hồ Chí Minh, póstumamente), el Orden de  la Estrella de Oro (Huân chương Sao vàng), el 1.er y 3.er grados de Medallas Militares (Huân chương Quân công) y la 1.ª Victoria de grado Medalla (Huân chương Chiến thắng). Varias calles y lugares en Vietnam fueron nombrados en honor a Lê Trọng Tấn.
Entre sus camaradas del Ejército Popular de Vietnam, era altamente admirado por su habilidad en comandar y su conocimiento militar. El general Võ Nguyên Giáp consideró a Lê Trọng Tấn como uno de los mejores comandantes militares de Vietnam, Fidel Castro una vez le llamó "el mejor general de Vietnam" y en Vietnam fue a veces nombrado como el "Zhukov vietnamita".